# Quick (Restaurant)

Das Logo der Kette (2015)

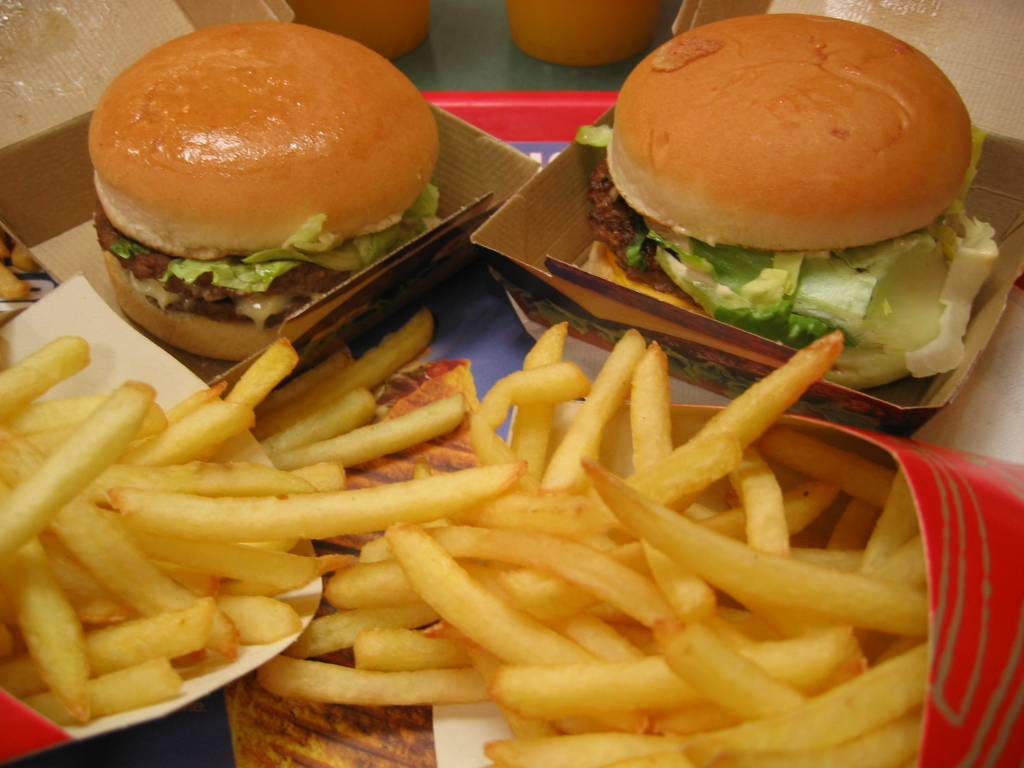
Zwei Burger der Marke Quick

Quick ist eine ursprünglich belgische Schnellrestaurantkette. Sie ist hauptsächlich in Belgien, Frankreich und Luxemburg vertreten.

## Produkte
Das Sortiment sowie das System ist vergleichbar mit anderen Systemgastronomien, die überwiegend aus dem angloamerikanischen Raum stammen. Im Zentrum der Speisekarte stehen die Menüs, die einen Burger nach Wahl, ein Getränk und eine Beilage, wie Pommes frites, Salat oder Chilli Cheese Pommes inklusive haben. Daneben werden als Desserts, Eis, Milchshakes oder Churros angeboten.
Der bekannteste Burger der Kette ist der Giant, der auch überwiegend in der Werbung thematisiert wird. Weitere umsatzstarke Burger sind der Formidable-Burger, der Suprême Bacon, der King Fish und der Giant Veggie. Ein Chicken Wrap und die Basisburger Cheeseburger und Hamburger runden das Angebot ab.

## Geschichte
Das erste Restaurant wurde 1971 in der belgischen Stadt Schoten eröffnet.
2007 wurde Quick verstaatlicht: Eigentümerin war seitdem die französische Staatsbank Caisse des Dépôts et Consignations.
Im Jahr 2009 besaß Quick 460 Restaurants in Europa, hauptsächlich in Frankreich, Belgien und Luxemburg, aber auch in den Maghreb-Staaten, Russland, Neukaledonien und auf Réunion. Die Restaurantkette ist in Frankreich, Belgien und Luxemburg auch mit Drive-in-Restaurants vertreten. Quick ist derzeit die größte europäische Fast-Food-Kette und wirbt mit dem Slogan „Je gaat voor z'n smaak“ („Du gehst für seinen Geschmack“) und
„Nous, c'est le goût“ („Wir, das ist der Geschmack“).
Auch in Algerien ist Quick vertreten. Wegen der vorwiegend muslimischen Bevölkerung stehen dort allerdings nur Geflügel und Rind auf der Speisekarte.

### Übernahme von Quick in Belgien und Luxemburg
Im Dezember 2015 wurde Quick Belgien und Luxemburg durch QSR Belgium übernommen.

## Quick in Deutschland

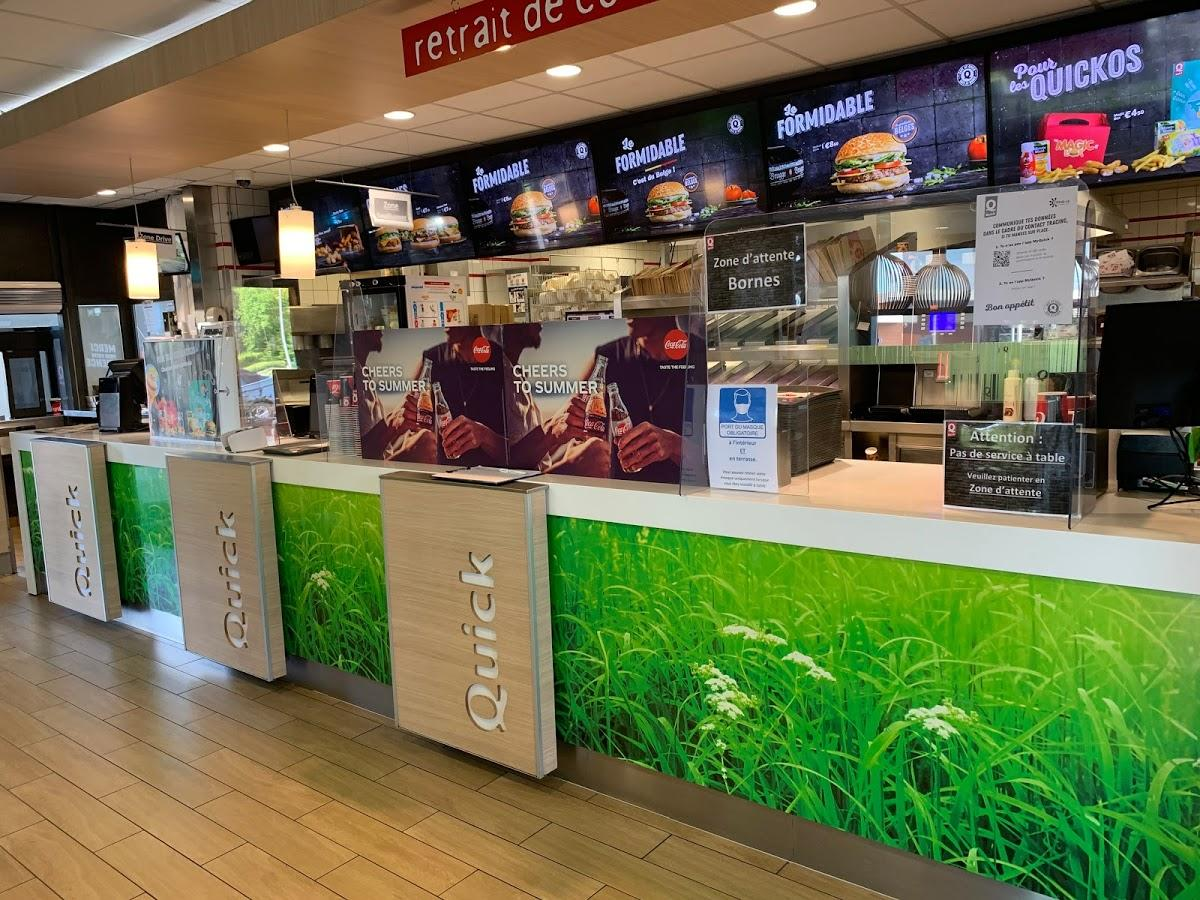
Typische Quick Bestelltresen in Charleroi

Anfang der 1980er Jahre versuchte die Kette unter dem Namen Sam's Quick auch in Deutschland Fuß zu fassen. Es gab Lokale u. a. in Düsseldorf, Köln, Dortmund, Bonn, Wuppertal, Gelsenkirchen, Oldenburg, Koblenz, Heidelberg, Nürnberg, München und Darmstadt. Man zog sich dann aber wieder vom deutschen Markt zurück. Partner in Deutschland war die Kaufhof AG mit ihrem gastronomischen Ableger KGSG.

## Q-Punkte
Als weitere Vertriebsform nutzt Quick die sogenannten Q-Punkte, die man durch Vorzeigen der App bei der Bestellung oder durch die Teilnahme an Umfragen erzielen kann. Die erreichten Punkte können über die App eingesehen werden und in Burger-Menüs umgetauscht werden. Bei hohen Punktzahlen werden auch Gutscheine für Quick ausgestellt.

## Kontroversen
Im Februar 2010 gab die Fast-Food-Kette bekannt, dass sie auch in 8 ihrer 350 Filialen in Frankreich das komplette Angebot auf halāl-zertifizierte Lebensmittel umstellt; Halāl-Fleisch bezeichnet nach islamischem Recht geschächtete Tiere. Dies führte zu einigen Protesten verschiedener Politiker und gesellschaftlicher Gruppen; bspw. kritisierte die französische Schauspielerin und Tierschützerin Brigitte Bardot das Unternehmen dafür, Fleisch zu verarbeiten, das von Tieren stammt, die auf grausamste Art geschächtet würden. Die Stadt Roubaix hat einen Quick-Imbiss verklagt, weil dieser ausschließlich nach Vorschriften des Islam hergestelltes Essen anbietet. Das sei Diskriminierung, hieß es aus dem Rathaus. Der Bürgermeister René Vandierendonck sagte, es störe ihn nicht, dass das Unternehmen auch sogenannte halal hergestellte Mahlzeiten anbiete. Aber es gehe zu weit, dass Quick in dem Restaurant in Roubaix nur noch islamisch statthaftes Essen anbiete.
Auch die Stadt Marseille kritisierte das neue Angebot in zwei Quick-Filialen, in denen Schweinefleisch von der Speisekarte gestrichen und durch Putenfleisch ersetzt wurde. Darum hätten Rathausmitarbeiter mit den Geschäftsführern der beiden Restaurants gesprochen und vorgeschlagen, parallel auch wieder das herkömmliche Angebot einzuführen. Der grüne Europapolitiker Daniel Cohn-Bendit zeigte dagegen wenig Verständnis für diese Diskussion. In Paris gebe es schließlich auch jüdische Restaurants, in denen nur koscheres Essen serviert werde, sagte Cohn-Bendit einem Fernsehsender. Seine Aussage dazu war unter anderem: „Na und? Wenn Sie anderes Fleisch essen wollen, gehen Sie eben woanders hin.“
Am 22. Januar 2011 starb in Avignon ein Vierzehnjähriger an einer Lebensmittelvergiftung, nachdem er zuvor bei Quick gegessen hatte.